# Déjà Vu (Spliff-Lied)
Déjà vu ist ein Lied der deutschen Band Spliff aus dem Jahre 1982, das der Neuen Deutschen Welle zugerechnet wird. Der Titel wurde bei der Erstveröffentlichung ohne Akzente Deja vu geschrieben.

## Hintergrund
Text und Musik wurden vom Sänger und Schlagzeuger der Formation, Herwig Mitteregger, verfasst. Die Kombination von Text, markanten Gitarrenriffs und den darunter liegenden elektronischen Drumbeats erzeugen eine Endzeitstimmung. Das Lied wurde auf dem zweiten Album der Band 85555 veröffentlicht und als Single ausgekoppelt, die Platz 36 der deutschen Single-Charts erreichte. Spliff veröffentlichten 1990 auf einem Remix-Album eine neue Version des Hits.
2012 coverten Turntablerocker den Titel auf ihrem Album Einszwei.